# ميونخ 1879
إم تي في ميونخ 1879 هو ناد رياضي من ميونخ في ألمانيا تأسس في تأسس في 29 يونيو 1879 اسسه اللاعبون الأربعة فرانز بول لانج، فرديناند ديكس، جوزيف هايلر وماكس ميزينجر، وكان المؤسسون سابقا أعضاء نادي الجمباز والرياضة في ميونخ،

## الاعضاء
| أعضاء | العام |
| ----- | ----- |
| 460   | 1881  |
| 1000  | 1889  |
| 3400  | 1908  |
| 3756  | 1911  |
| 4600  | 1980  |
| 5000  | 2003  |
| 8500  | 2015  |

## الانجازات والالقاب
بطولة البافاري الجنوبية لكرة القدم
1906، 1907، 1909

## وصلات خارجية
- الموقع الرسمي على شبكة الانترنيت https://www.mtv-muenchen.de